# Maria Lorenz-Bokelberg
Maria Lorenz-Bokelberg (geb. Lorenz, * 1981 in Ost-Berlin) ist eine deutsche Podcast-Produzentin.

## Leben und Karriere
Maria Lorenz-Bokelberg schloss nach ihrem Abitur von 2005 bis 2007 bei EMI Music in Köln eine Ausbildung zur Industriekauffrau ab. Danach wechselte sie zu der PR-Agentur Schröder+Schömbs und arbeitete dort von 2007 bis 2008 für Jägermeister. Von 2008 bis 2010 arbeitete sie als Konzert-Bookerin bei Meistersingerkonzerte. Anschließend studierte sie von 2010 bis 2014 an der Humboldt-Universität zu Berlin Amerikanistik. Während ihres Studiums arbeitete sie zwischen 2010 und 2011 beim Radiounternehmen NRJ.
Nach ihrem ersten eigenen Podcast im Jahr 2012 machte sie sich 2013 als Podcast-Produzentin selbstständig. 2018 gründete sie zusammen mit Frida Morische das Podcast-Produktions-Unternehmen Pool Artists mit Sitz in Berlin. Aktuell produzieren sie 45 verschiedene Podcasts (Stand September 2022). Darunter die Podcast-Produktion für Zeit Online, Lecker Mittach von Aki Bosse oder Faking Hitler und Eigenproduktionen wie Die Nilz Bokelberg Erfahrung und Gästeliste Geisterbahn.
Am 23. April 2023 wurde zum 5-jährigen Bestehen des Interviewpodcast Alles gesagt?, dessen Produzentin Lorenz-Bokelberg ist, eine Jubiläumsfolge mit ihr als Gast veröffentlicht.
Sie ist seit Mai 2020 mit Nilz Bokelberg verheiratet.